# John Benjamin Hickey

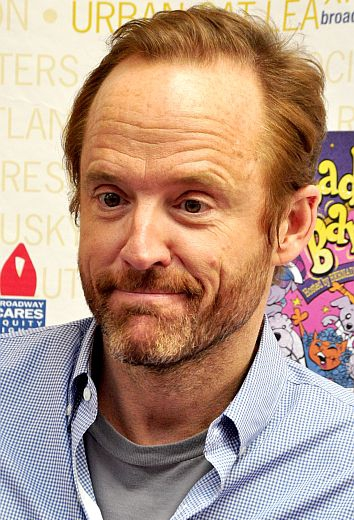
John Benjamin Hickey (2011)

John Benjamin Hickey (* 25. Juni 1963 in Plano, Texas) ist ein US-amerikanischer Schauspieler.

## Leben
Hickey besuchte nach der Highschool zunächst zwischen 1981 und 1983 die Texas State University-San Marcos. Seinen Bachelor in Anglistik erhielt er 1985 an der Fordham University. Er begann seine Schauspielkarriere am Theater und trat ab 1992 in Off-Broadway-Produktionen auf. Sein Broadwaydebüt feierte er 1995 in der Rolle des Arthur Pape in Love! Valour! Compassion! an der Seite von John Glover. Die für den Tony Award nominierte Komödie aus der Feder von Terrence McNally wurde 1997 verfilmt, wobei fast die komplette Broadway-Besetzung wieder zur Verfügung stand. Neben weiteren Broadway-Engagements, darunter Cabaret und Mary Stuart sowie dem Drama The Normal Heart, für das er 2011 mit dem Tony Award und dem Drama Desk Award ausgezeichnet wurde, begann Hickey ab Mitte der 1990er Jahre auch eine Karriere in Film und Fernsehen.
Sein Filmdebüt hatte Hickey 1994 in der schwarzen Komödie No Panic – Gute Geiseln sind selten an der Seite von Denis Leary und Kevin Spacey, dies allerdings in nicht mehr als einer Statistenrolle. Eine größere Nebenrolle hatte er im selben Jahr in der Komödie Nur für Dich neben Marisa Tomei und Robert Downey Jr. In der Folge hatte er Nebenrollen in zahlreichen großen Hollywoodproduktionen wie Der Knochenjäger, Wehrlos – Die Tochter des Generals, Flags of Our Fathers und Transformers – Die Rache. Neben Gastauftritten in zahlreichen Fernsehserien und wiederkehrenden Gastrollen in Law & Order, Good Wife und The New Normal ist er dem Fernsehpublikum vor allem als Philip Stoddard aus der Sitcom Absolut relativ und als Sean Tolke aus The Big C bekannt.

## Filmografie (Auswahl)

### Film
- 1994: No Panic – Gute Geiseln sind selten (The Ref)
- 1994: Nur für Dich (Only You)
- 1996: Eddie
- 1997: Der Eissturm (The Icestorm)
- 1999: Der Knochenjäger (The Bone Collector)
- 1999: Wehrlos – Die Tochter des Generals (The General's Daughter)
- 2002: Spurwechsel (Changing Lanes)
- 2005: Flightplan – Ohne jede Spur (Flightplan)
- 2006: Dein Ex – Mein Albtraum (Fast Track)
- 2006: Flags of Our Fathers
- 2007: Then She Found Me
- 2007: Freedom Writers
- 2007: Wintersonnenwende – Die Jagd nach den sechs Zeichen des Lichts (The Seeker: The Dark Is Rising)
- 2009: Die Entführung der U-Bahn Pelham 123 (The Taking of Pelham 123)
- 2009: Transformers – Die Rache (Transformers: Revenge of the Fallen)
- 2012: Pitch Perfect
- 2014: Get On Up
- 2015: Der Moment der Wahrheit (Truth)
- 2016: Tallulah
- 2018: Forever My Girl
- 2018: Mapplethorpe
- 2020: Sublet
- 2024: Lilly
- 2024: Salem’s Lot – Brennen muss Salem (Salem’s Lot)

### Fernsehen
- 1998: Hinterm Mond gleich links (3rd Rock from the Sun)
- 1998: Sex and the City
- 1999: Homicide (Homicide: Life on the Street)
- 2000: Law & Order: Special Victims Unit
- 2001: CSI: Den Tätern auf der Spur (CSI: Crime Scene Investigation)
- 2001: The Guardian – Retter mit Herz (The Guardian)
- 2002–2006: Law & Order
- 2003: Criminal Intent – Verbrechen im Visier (Law & Order: Criminal Intent)
- 2003–2004: Absolut relativ (It’s All Relative)
- 2005: Alias – Die Agentin (Alias)
- 2008: In Plain Sight – In der Schusslinie (In Plain Sight)
- 2010: Law & Order: LA
- 2010–2013: The Big C
- 2011–2016: Good Wife (The Good Wife)
- 2012–2013: The New Normal
- 2013: Hannibal
- 2014: Modern Family
- 2014–2015: Manhattan
- 2017–2022: The Good Fight
- 2021: Gossip Girl
- 2025: Daredevil: Born Again

## Broadway
- 1995: Love! Valour! Compassion!
- 1998–1999: Cabaret
- 2002: The Crucible
- 2009: Mary Stuart
- 2011: The Normal Heart

## Auszeichnungen
- 2011: Tony Award für The Normal Heart
- 2011: Drama Desk Award für The Normal Heart